# Anthony Chisholm
Anthony Chisholm (* 9. April 1943 in Cleveland, Ohio; † 16. Oktober 2020 in Montclair, New Jersey) war ein US-amerikanischer Schauspieler. Bekannt wurde er durch seine Rollen als Burr Redding in der Fernsehserie Oz – Hölle hinter Gittern sowie als Tito im Film Premium Rush.

## Leben
Chisholms Filmkarriere als Schauspieler begann mit seiner kurzen Rolle im Film Black Power im Jahr 1968, anschließend folgten einige weitere kleinere Rollen in Filmen – so in Putney Swope als Cowboy (1969) und in Wenn es Nacht wird in Manhattan (Original: Cotton Comes To Harlem, 1970) als „Black Plainclothesman“. Es folgten weitere Rollen in US-amerikanischen Fernsehserien und Kurzfilmen. Im Jahr 1998 spielte Chisholm den Charakter des Langhorne im Film Menschenkind. Größere Bekanntheit erreichte er in den Jahren 2001 bis 2003, als er an insgesamt drei Staffeln der Serie Oz teilnahm. 2012 folgte seine Rolle als Tito in Premium Rush.
Darüber hinaus war Chisholm auch im Theater aktiv. So spielte er im Stück Tracers im Seymoure Center in Sydney, andere Rollen hat er unter anderem in den Theatern von Melbourne sowie am Royal Court Theatre in London gespielt. Dort gewann er den Laurence Olivier Award in der Kategorie Best New Play. In den USA wurde er mit dem Drama Desk Award und dem Obie Award ausgezeichnet, außerdem für den Tony Award nominiert. Viele Erfolge feierte er insbesondere mit Rollen in den Stücken von August Wilson. 

## Filmografie (Auswahl)
- 1968: Black Power
- 1969: Putney Swope
- 1970: Wenn es Nacht wird in Manhattan (Cotton Comes to Harlem)
- 1977: Summerdog
- 1990: Mord in schwarz/weiß (Murder in Black and White; Fernsehfilm)
- 1998: Menschenkind (Beloved)
- 2001–2003: Oz – Hölle hinter Gittern (Oz; Fernsehserie, 23 Folgen)
- 2007: Die Liebe in mir (Reign Over Me)
- 2010: 13
- 2012: Premium Rush
- 2013: Newlyweeds
- 2015: Chi-Raq
- 2016: Meine kleine Bäckerei in Brooklyn (My Bakery in Brooklyn)
- 2016: Shades of Blue (Fernsehserie, Folge What Devil Do)
- 2017: Abgang mit Stil (Going in Style)
- 2019: Wu-Tang: An American Saga (Fernsehserie, 3 Folgen)
- 2020: The Dark End of the Street